# Mạc Tử Thảng
Mạc Tử Thảng (hay Mạc Tử Thăng, chữ Hán: 鄚子淌; ? – 1780), là thuộc tướng của chúa Nguyễn.
Mạc Tử Thảng là con trai thứ hai của Mạc Thiên Tứ – nhà cai trị trấn Hà Tiên và bà Chánh thất Nguyễn Thị Thủ. Tháng 10 năm Cảnh Hưng thứ 32 (1771), quân Xiêm ồ ạt tấn công Hà Tiên, Mạc Tử Thảng chỉ huy chiến thuyền trấn giữ bến cảng. Khi Hà Tiên thất thủ, ông cùng với Mạc Tử Hoàng và Mạc Tử Dung tị nạn ở Kiên Giang dưới sự bảo hộ của người Việt.
Mùa xuân năm Cảnh Hưng thứ 36 (1775), quân của chúa Nguyễn Phúc Thuần thất thế phải lánh nạn ở Gia Định cùng Nguyễn Phúc Xuân. Mạc Thiên Tứ đem các con tới hành tại bái yết. Chúa Nguyễn phong Mạc Tử Thảng làm Khâm sai Cai cơ Thắng Thuỷ (Ông Thủy). Năm Cảnh Hưng thứ ba mươi tám (1777), ông cùng cha là Mạc Thiên Tứ trốn sang Xiêm và được vua Xiêm là Taksin giúp lánh nạn.
Mùa hè năm Cảnh Hưng thứ 41 (1780), Mạc Thiên Tứ bị vu oan và bị giam trong ngục, không lâu sau thì tự vẫn. Sau đó, Mạc Tử Thảng cùng các con cháu họ Mạc, tuỳ tùng, sứ giả hơn 50 người đều bị đem xử tử.
Ông có 2 vợ, vợ chánh là bà họ Trần, không rõ tên và năm sinh, năm mất, không rõ mộ, có một con là Mạc Như Đông. Vợ hai là Phan Thị Thục Nhân Chí Thành Đạo, có một con là Mac Công Thê, được coi là ông tổ họ Mạc ở Cà Mau. Ngày nay Hà Tiên có tên đường Mạc Tử Thắng. Năm 1789, Mạc Công Bính đem hài cốt của ông, Mạc Thiên Tứ, Mạc Tử Hoàng về an táng tại Hà Tiên.